# Entroido de Ginzo de Limia

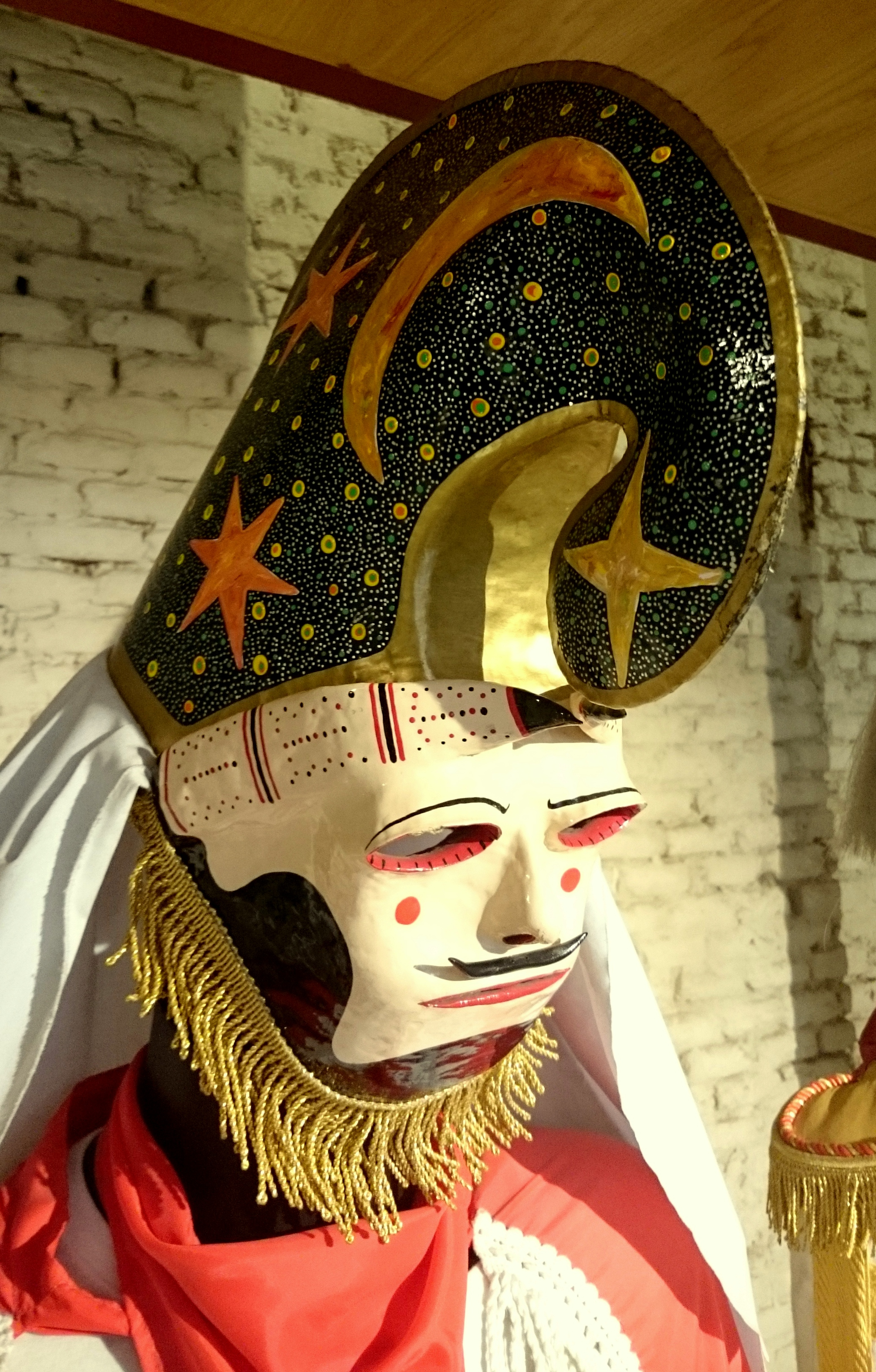
Máscara de biombo del Carnaval de Ginzo de Limia (Museo de Artes y Costumbres Populares, Madrid)

El entroido de Ginzo de Limia es una festividad de origen popular que se celebra durante el carnaval, en la localidad española de Ginzo de Limia, en Galicia. Se trata del ciclo de carnaval más largo de todo el país, y de toda Europa, pues se extiende durante cinco domingos (fareleiro, oleiro, corredoiro, entroido y piñata), iniciándose el tercer domingo anterior del Domingo de Carnaval.
En el año 1997 fue declarado Fiesta de Interés Turístico Nacional y en 2019 Fiesta de interés turístico internacional de España.

## Historia
El origen de este entroido no es conocido, ya que no está documentado; pero se puede afirmar que sus raíces están en ritos agrícolas y ganaderos prerromanos de purificación.

## Celebraciones
El entroido de la localidad comienza tres fines de semana antes del Domingo de Carnaval con el Domingo Fareleiro, cuando tiene lugar la primera batalla con el «farelo» en la Plaza Mayor.
La procesión del Meco tiene lugar el sábado siguiente desde el Barrio de Abaixo (Barrio de Abajo). Al anochecer, sale por la Rúa dos Viños (Calle de los Vinos) acompañado de antorchas de paja y una gran comitiva formada por el carro con bueyes, toro, tamborileros, máscaras, cura, gaiteros, aperos de labranza y campesinos con trajes tradicionales hasta la Plaza Mayor donde tiene lugar el «Colgamento do Meco» (Colgamiento del Meco). Al día siguiente, Domingo Oleiro, se celebra en la Plaza Mayor el juego de olas, en el que se pasan olas de barro de Niñodaguia (Junquera de Espadañedo). Luego el juego se repite en el Barrio de Abaixo.

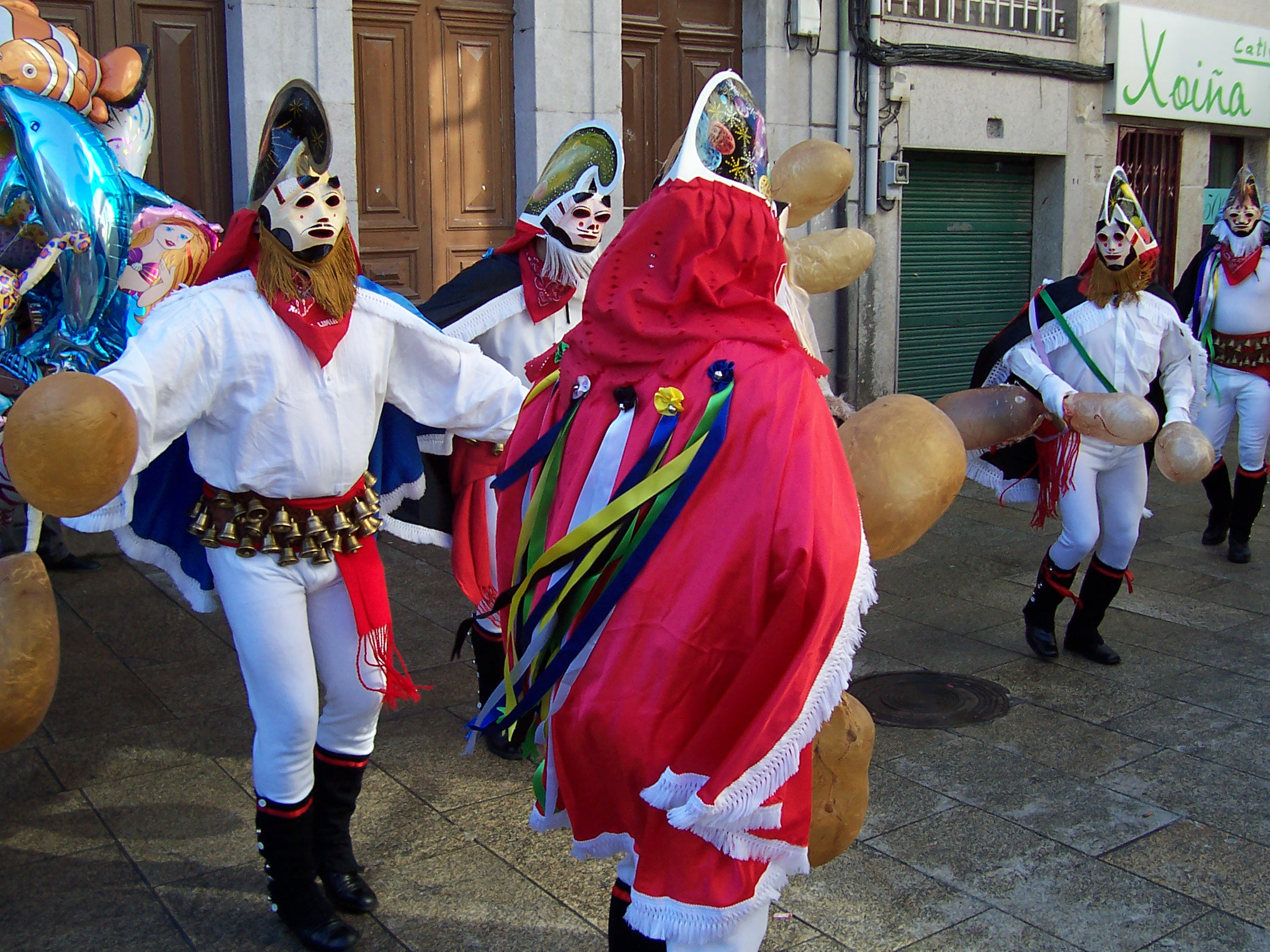
Varias «pantallas», traje tradicional de este carnaval

El sábado, las mujeres se visten elegantemente y se reúnen para cenar en restaurantes o lugares privados. El Domingo Corredoiro desfila el símbolo más reconocido de esta celebración, las «pantallas», llevando las máscaras tradicionales y vistiendo camisa y calzón blancos, capa roja o negra, pañoleta (casi siempre roja), polainas negras y zapatos negros y una faja también roja a la cintura junto con las campanillas.
Desde el viernes siguiente y hasta el martes de Carnaval se celebran los cinco días grandes, con la participación de bandas de música y bandas de gaitas locales. El Viernes de Carnaval es el turno del desfile infantil, en el que colegios de toda la zona acuden a desfilar por las calles de la localidad con sus disfraces, que en algunos casos llevan tiempo confeccionando. El Sábado de Carnaval, desde casi el mediodía, las calles se animan con bandas de música, que tocan hasta altas horas de la noche, seguidas por grandes grupos de gente. El desfile de carnaval tendrá lugar el martes. El Miércoles de Ceniza tiene lugar el entierro de la sardina, donde tras el sermón, en el que se relatan hechos destacables del año en la localidad y se saca en procesión la sardina (símbolo del carnaval) por las calles, se quema la sardina en la Plaza Mayor.
El ciclo se cierra con el Sábado de Piñata, donde se juega a la cucaña en la Plaza Mayor, y el Domingo de Piñata, donde hay animación infantil y se baja el meco, que regresa en procesión al Museo del Carnaval, cerrando el ciclo.